# サロニカ休戦協定

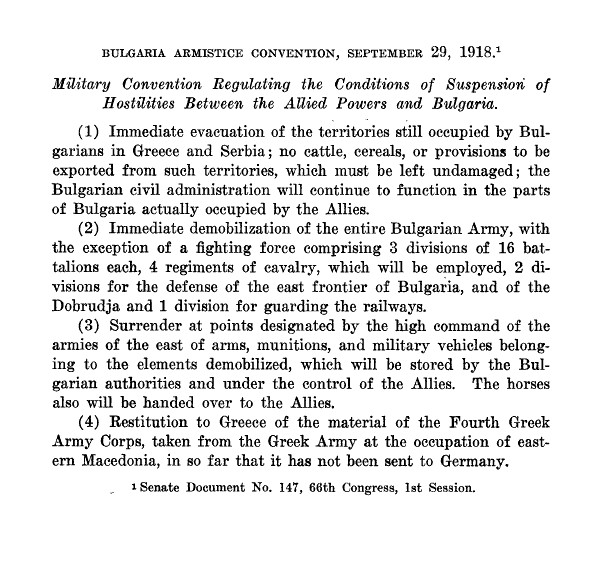
ブルガリアとの休戦協定の正式な条文

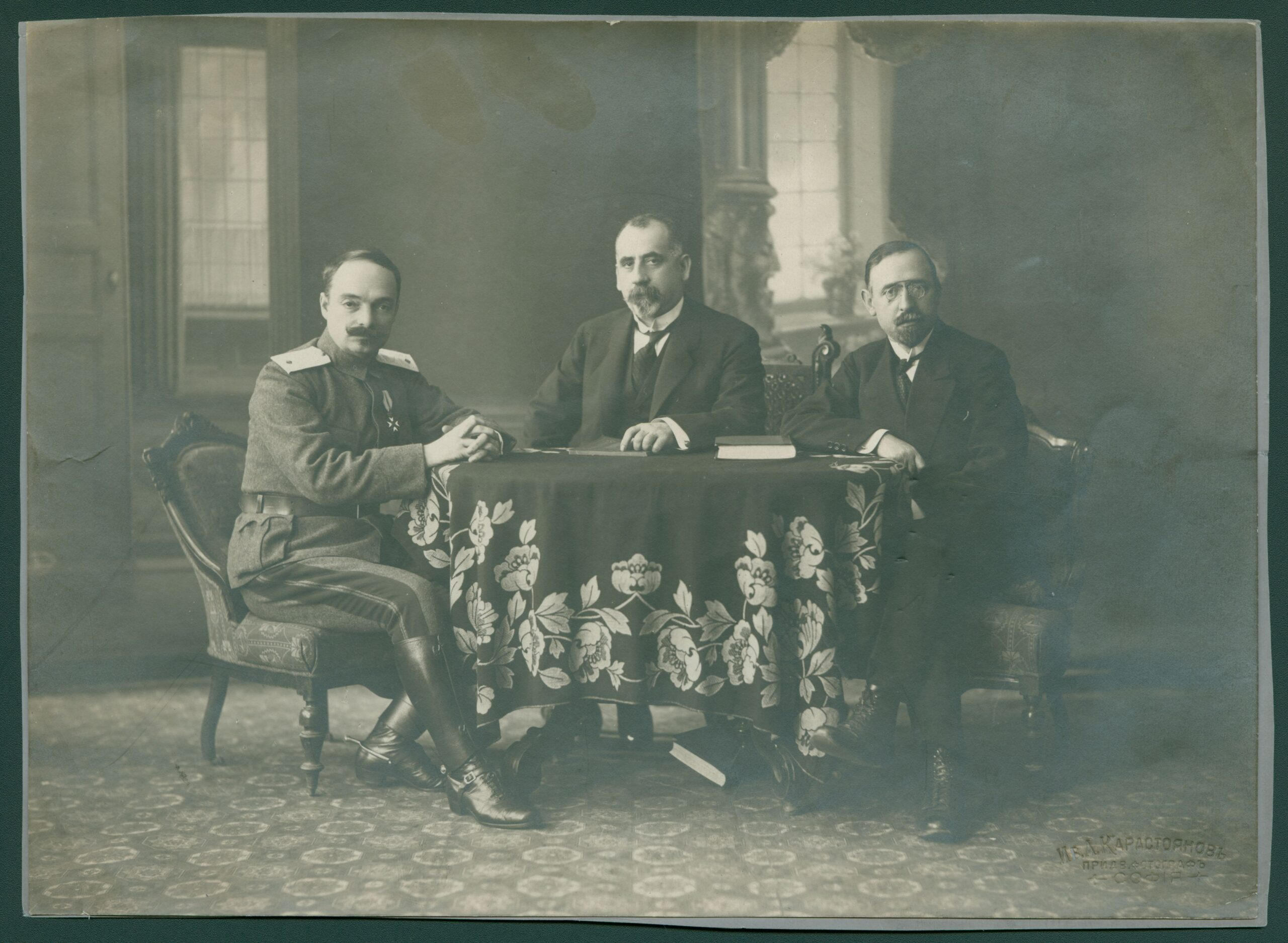
ブルガリア側の代表:イヴァン・ルコフ少将、アンドレイ・リャプチェフ、シミオン・ラデフ

サロニカ休戦協定（サロニカきゅうせんきょうてい、英: Armistice of Salonica）は、1918年9月29日にテッサロニキにおいて締結されたブルガリア王国と第一次世界大戦の連合国による休戦協定である。9月24日にブルガリア政府が休戦を求めたことにより締結された。

## 降伏
休戦協定の締結により、第一次世界大戦の中央同盟国側で参戦したブルガリアの戦争が事実上終わり、9月30日の正午にブルガリア戦線で発効した。休戦協定ではブルガリア軍の復員と武装解除が規定された。
連合国側の署名者はフランスの将軍でオリエントにおける連合国軍の司令官であるルイ・フランシェ・デスペレーであり、ブルガリア側は政府が任命した代表（イヴァン・ルコフ、アンドレイ・リャプチェフ、シミオン・ラデフ）が署名した。
休戦協定の重要性は、ドイツ皇帝ヴィルヘルム2世がブルガリア王フェルディナントに送った電報により、次のように表現されている。
1918年9月29日、ドイツの陸軍最高司令部は、皇帝ヴィルヘルム2世と首相ゲオルク・フォン・ヘルトリングに対し、ドイツの戦況は絶望的であると報告した。1918年10月14日、オーストリア＝ハンガリー帝国は休戦を求め、1918年10月15日、オスマン帝国の大宰相アフメト・イッゼト・パシャは、捕虜になっていたイギリスの将軍チャールズ・タウンゼンドを休戦のために連合国側に送った。

## 条文
休戦協定において、ブルガリア全軍の即時復員が規定され、ブルガリアが占領したセルビアとギリシャの領地からの撤退が命じられ、ブルガリアの軍事雇用の規模に制限がかけられ、1916年の東マケドニアにおける軍事作戦中にブルガリアがギリシャ軍第4軍団から奪った装備を返還するように要求した。ドイツとオーストリア＝ハンガリー軍は4週間以内にブルガリアから撤退することになっていた。ブルガリアと特にソフィアは占領されないものとされたが、連合国は一時的にいくつかの戦略的な要衝を占領し、ブルガリア国内に軍を送ることができた。
第5条により、スコピエ子午線の西にいたブルガリア軍の兵士約15万人が人質として連合国に送られることになった。
フランスはルーマニアに、イギリスとギリシャは戦争が継続していた東トラキアに軍を派遣した。
休戦協定は、1919年11月に最終的な講和条約であるヌイイ条約が締結されるまで有効だった。